# El Khroub
El Khroub è un comune dell'Algeria, situato nella provincia di Costantina.